# Buslijn 51 (Kortrijk)
Buslijn 51 in Kortrijk verbindt de eindhaltes Station Kortrijk en Kuurne Sint-Pieter. Samen met lijn 50 vormt zij de voorstadslijn 5 die het centrum van Kortrijk verbindt met de Pius X-wijk en met Kuurne. Op die manier vormt dit een belangrijke verbinding tussen de binnenstad en het noordoosten van het stedelijk gebied waartoe Kuurne ook behoort. De lijn komt onder meer voorbij het winkelcentrum K in Kortrijk, de Sint-Maartenskliniek, gaat doorheen de wijken Pius X en eindigt in de Sint-Pieterswijk in Kuurne.

## Geschiedenis
Tot eind 1998 zorgde de lijn 727/3 voor een directe verbinding tussen de binnenstad en Kuurne (Kortrijk - Kuurne Sint-Pieter/Hulste). Deze lijn had toen een 30 minuten frequentie. In november 2004 werd deze lijn 727/3 echter gereorganiseerd. Ze werd vervangen door een ontdubbelde lijn 5: lijnen 50 (Kortrijk - Kuurne Seizoenwijk) en 51 (Kortrijk - Kuurne Sint-Pieter). Deze lijnen kregen beiden een halfuursfrequentie, zodat een kwartiersfrequentie tussen het centrum van Kortrijk en Kuurne ontstond.

## Traject buslijn 51
De buslijn 51 heeft de volgende haltes:
|   |   |   |   |   | Halte                   | Aansluitingen                          |
| - | - | - | - | - | ----------------------- | -------------------------------------- |
|   |   | o |   |   | Station                 | NMBS - alle stadslijnen - streeklijnen |
|   |   |   |   |   |                         |                                        |
| ⇃ | o |   |   |   | Spoorweglaan            |                                        |
| ⇃ | o |   |   |   | K                       | Stadslijnen 50 en 9                    |
| ⇃ | o |   |   |   | Groeningelaan           |                                        |
|   |   |   | o | ↾ | Louis Robbeplein        | Stadslijnen 1, 2, 4, 6, 8, 9, 12, 13   |
|   |   |   | o | ↾ | Grote Markt             | Stadslijnen 3, 4, 6, 9                 |
|   |   |   | o | ↾ | Broeltorens             | Stadslijnen 3, 4, 50, 6                |
|   |   |   | o | ↾ | Plein                   |                                        |
|   |   |   | o | ↾ | Gentsestraat            |                                        |
|   |   |   |   |   |                         |                                        |
|   |   | o |   |   | Julien Liebaertlaan     |                                        |
|   |   | o |   |   | Sint-Maartenskliniek    | Stadslijn 50                           |
|   |   | o |   |   | Edgar Tinellaan         |                                        |
|   |   | o |   |   | Samenkomst              |                                        |
|   |   | o |   |   | Pius X-kerk             |                                        |
|   |   | o |   |   | Kuurne, Delhaize        |                                        |
|   |   | o |   |   | Kuurne, Rode Kruisplein |                                        |
|   |   | o |   |   | Kuurne, Sint-Pieter     |                                        |

## Kleur
De kenkleur van deze lijn is lichtroze met zwarte letters.